# Assemblée de l'Assam

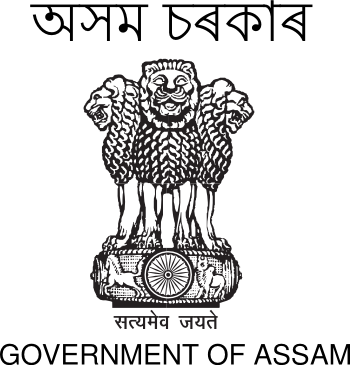
Emblème officiel du gouvernement d'Assam.

L'Assemblée de l'état d'Assam est un parlement monocaméral local à l'Assam, un État de la république indienne. En 2008, ce parlement est formé de 126 membres, élu pour 5 ans maximum. Cette chambre élit le chef du gouvernement de l'état. 

## Histoire
La première assemblée pour cette région regroupée par l'Inde britannique dans l'Eastern Bengal and Assam province, a été créée en 1913 sous le nom de Conseil législatif. L'assemblée législative a été créée en 1937 et établie à Shillong, l'ancien centre administratif de l'état.